# Mistrovství Asie a Oceánie v ledním hokeji do 18 let 1997
Mistrovství Asie a Oceánie v ledním hokeji do 18 let 1997 byl čtrnáctý asijský U18 turnaj v ledním hokeji. Konal se od 14. do 17. března 1997 v Soulu v Jižní Koreji. Turnaje se zúčastnila čtyři družstva, která hrála jednokolově každé s každým. Vítězství si připsali junioři Japonska před juniory Kazachstánu a juniory domácí Jižní Koreje.

## Výsledky
|    |             | Japonsko | Kazachstán | Jižní Korea | Čína | V | R | P | VG | OG | B |
| 1. | Japonsko    | ***      | 6:2        | 4:3         | 10:3 | 3 | 0 | 0 | 20 | 8  | 6 |
| 2. | Kazachstán  | 2:6      | ***        | 7:5         | 6:0  | 2 | 0 | 1 | 15 | 11 | 4 |
| 3. | Jižní Korea | 3:4      | 5:7        | ***         | 10:4 | 1 | 0 | 2 | 18 | 15 | 2 |
| 4. | Čína        | 3:10     | 0:6        | 4:10        | ***  | 0 | 0 | 3 | 7  | 26 | 0 |